# کربوکسی‌تراپی
کربوکسی‌تراپی (به انگلیسی: Carboxytherapy) یک روش درمان پزشکی زیبایی غیرجراحی است. در این روش، در نواحی زیر پوست، از سوزن‌های بسیار ظریف جهت تزریق استفاده می‌شود. در کربوکسی‌تراپی از گاز بی‌خطر CO2 استفاده می‌شود. با این روش درمانی، در بافت‌ها اکسیژن افزایش می‌یابد، تحریک فیبروپلاست‌ها، بهبود یافتن میکروجریان‌ها در بخش کلاژن می‌باشد.
اولین بار کربوکسی‌تراپی در سال ۱۹۳۲ و برای درمان بیماران عروقی در فرانسه مورد استفاده قرار گرفته‌است. این شیوه در سازمان غذا و داروی آمریکا (FDA) تأیید شده، اما بهره‌گرفتن از آن در زیبایی صددرصد ثابت‌شده نیست.